# Lithi cobalt oxide
Lithi cobalt Oxide (công thức hóa học: LiCoO2) là một hợp chất vô cơ thường được sử dụng trong các điện cực dương của pin ion lithi. Cấu trúc của LiCoO2 đã được nghiên cứu qua nhiều phương pháp nhiễu xạ tia X, kính hiển vi điện tử, nhiễu xạ neutron, và EXAFS: nó bao gồm các lớp lithi nằm giữa các tấm của octahedra được hình thành bởi các nguyên tử cobalt và oxy. Nhóm không gian là {\displaystyle R{\bar {3}}m} trong ký hiệu Hermann-Maugui, biểu thị một đơn vị có cấu trúc hình thoi không đối xứng. Tuy nhiên, cả lithi và cobalt đều có liên kết bát diện với oxy.

## Sử dụng trong pin
Pin được sản xuất với các cực âm LiCoO2 có công suất rất ổn định, nhưng có công suất và điện năng thấp hơn các cực âm niken-cobalt-nhôm Oxide (NCA). Cực âm LiCoO2 ổn định nhiệt độ tốt hơn đối với các cực hóa chất giàu niken khác mặc dù không đáng kể. Điều này làm cho pin LiCoO2 dễ bị tràn nhiệt trong các trường hợp lạm dụng như hoạt động ở nhiệt độ cao (> 130 ℃) hoặc sạc quá mức. Ở nhiệt độ cao, phân hủy LiCoO2 tạo ra oxy, sau đó phản ứng với chất điện phân hữu cơ của pin. Đây là một mối quan tâm lớn do độ lớn của phản ứng nhiệt độ cao này, có thể lây lan sang các pin liền kề hoặc đốt cháy vật liệu dễ cháy gần đó. Nói chung, điều này được thấy đối với nhiều loại pin cực ion lithi. LiCoO2 được sử dụng rộng rãi trong pin của thiết bị điện tử. Hiệu suất LiCoO2 trong pin có liên quan đến kích thước hạt của vật liệu và các kích cỡ khác nhau từ nanomet đến các hạt cỡ miChromiet được nghiên cứu và sản xuất.
Tính hữu ích của hợp chất như một điện cực intercalation đã được phát hiện vào năm 1980 bởi nhóm nghiên cứu của John B. Goodenough tại Oxford.